# Rhabdolauxania schnusei
Rhabdolauxania schnusei är en tvåvingeart som beskrevs av Friedrich Georg Hendel 1926. Rhabdolauxania schnusei ingår i släktet Rhabdolauxania och familjen lövflugor. Inga underarter finns listade i Catalogue of Life.